# Вислох
Вислох (њем. Wiesloch) град је у њемачкој савезној држави Баден-Виртемберг. Једно је од 54 општинска средишта округа Рајн-Некар. Према процјени из 2010. у граду је живјело 25.959 становника. Посједује регионалну шифру (AGS) 8226098.

## Географски и демографски подаци
Вислох се налази у савезној држави Баден-Виртемберг у округу Рајн-Некар. Град се налази на надморској висини од 130 метара. Површина општине износи 30,3 km². У самом граду је, према процјени из 2010. године, живјело 25.959 становника. Просјечна густина становништва износи 858 становника/km².

## Међународна сарадња
| Мјесто | Држава      | Врста сарадње | Од    |
| ------ | ----------- | ------------- | ----- |
|        | САД         | партнерство   | 1966. |
|        | Португалија | пријатељство  | 1987. |
|        | Француска   | партнерство   | 1973. |
| Извор  |             |               |       |